# Fujitsu FM 77 AV EX
Fujitsu FM 77 AV EX (FM 77 AV EX) је професионални рачунар фирме Фуџицу (Fujitsu) који је почео да се производи у Јапану током 1986. године.
Користио је MBL68B09E (8 bits) микропроцесорску јединицу а RAM меморија рачунара је имала капацитет од 192 KB (до 448 KB).

## Детаљни подаци
Детаљнији подаци о рачунару FM 77 AV EX су дати у табели испод.
|                       |                                                             |
| [ 1 ]                 |                                                             |
| Произвођач            | Фуџицу                                                      |
| Тип                   | професионални рачунар                                       |
| Меморија              | 192 (до 448 KB)                                             |
| Поријекло             | Јапан                                                       |
| Година                | 1986                                                        |
| Тастатура             | Тастатура са пуним помаком тастера са нумеричком тастатуром |
| Процесор              | 8-битни                                                     |
| Фреквенција процесора | 2                                                           |
| RAM                   | 192 (до 448 KB)                                             |
| ROM                   | непознато                                                   |
| Текст                 | 40x20, 80x50                                                |
| Графика               | 320x200, 640x200, 640x400                                   |
| Боја                  | 4096                                                        |
| Звук                  | 3 FM гласа + 3 PSG гласа, 8 октава                          |
| Димензије             | 380x357x110                                                 |
| Портови               |                                                             |
| Оперативни систем     | непознато                                                   |